# Stylobates cancrisocia
Stylobates cancrisocia is een zeeanemonensoort uit de familie Actiniidae.
Stylobates cancrisocia is voor het eerst wetenschappelijk beschreven door Carlgren in 1928.